# Arya Fae
Arya Fae (Dayton, Ohio; 25 de junio de 1995) es una actriz pornográfica y modelo erótica estadounidense.

## Biografía
Nació en Dayton, en el estado de Ohio. Entró en la industria erótica a los 18 años como modelo de desnudos. Finalmente, dio el salto a la parcela cinematográfica, debutando a los 20 años en 2016.
Como actriz, ha trabajado para productoras como Tushy, Vixen, Mofos, Twistys, Girlfriends Films, Jules Jordan Video, New Sensations, Blacked, Evil Angel, Juicy Entertainment, Brazzers, Pure Taboo, Lethal Hardcore o Burning Angel.
En 2018 fue nominada en los Premios AVN y XBIZ en las categorías de Mejor actriz revelación. Ganó el Premio AVN en la categoría de Mejor escena de sexo en realidad virtual por Zombie Slayers.
Ha rodado más de 180 películas como actriz.
Alguno de sus trabajos destacados son Anal Obsessed, Bangin' Assholes 2, Club Deviant, Fauxcest, Gothic Anal Whores, I Screw Girls, Kiss 7, Lesbian Jailbirds, Mick's Anal Teens 5, Straight Up Anal 3 o Tiny Spinners.

## Premios y nominaciones
| Año  | Ceremonia    | Resultado | Premio                                   | Trabajo                                       |
| ---- | ------------ | --------- | ---------------------------------------- | --------------------------------------------- |
| 2018 | Premios AVN  | Nominada  | Mejor actriz revelación                  | —                                             |
| 2018 | Premios AVN  | Ganadora  | Mejor escena de sexo en realidad virtual | Zombie Slayers                                |
| 2018 | Premios AVN  | Nominada  | Premio fan: Debutante más caliente       | —                                             |
| 2018 | Premios XBIZ | Nominada  | Mejor actriz revelación                  | —                                             |
| 2019 | Premios AVN  | Nominada  | Mejor escena de sexo anal                | Fucking Flexible 3                            |
| 2019 | Premios AVN  | Nominada  | Mejor escena de trío M-H-M               | Jojo Kiss and Arya Fae Hot Threeway Scam Fuck |
| 2019 | Premios AVN  | Nominada  | Premio fan: Clip Star favorita           | —                                             |